# Colón (Venezuela)
Colón è un comune del Venezuela situato nello Stato di Zulia.
Il capoluogo del comune è la città di San Carlos del Zulia.